# Anne Smith
Anne Smith (Dallas, 1º luglio 1959) è un'ex tennista statunitense.

## Biografia
Durante la sua carriera vinse il doppio al Roland Garros nel 1980 vincendo contro la coppia composta da Ivanna Madruga e Adriana Villagrán in due set (6-1, 6-0), la sua compagna nell'occasione era la connazionale Kathy Jordan. Due anni dopo, nel 1982 esibendosi in coppia con la Navrátilová vinse nuovamente la competizione.
Vinse il doppio anche all'Australian Open del 1981 dove con 6–2, 7–5 ebbe la meglio contro la coppia formata da Betsy Nagelsen e Martina Navrátilová. Riportò una vittoria in doppio anche a Wimbledon: nel 1980 battendo in finale la coppia Billie Jean King - Navrátilová. Vinse anche all'US Open del 1981 battendo in finale Rosemary Casals e Wendy Turnbull in un doppio 6-3.